# Безпліддя
Безпліддя, також іноді неплідність, непліддя, безплідність, стерилітет — нездатність зрілого організму давати потомство.
У ботаніці і рослинництві зазвичай вживають термін «неродючість» або «стерильність», а у відношенні людини і тварин — термін «неплідність (людини) та яловість чи неплідність (худоби)».

## Безплідність у людини
Можна вважати шлюб безплідним чи безнащадковим, у випадку, якщо протягом 12 місяців регулярного статевого життя без використання контрацепції не настає вагітність. 
У людини розрізняють абсолютне безпліддя, зумовлене невиліковними змінами в статевому апараті чоловіка чи жінки (дефекти розвитку, оперативне видалення статевих залоз, травми тощо), і відносне, причини якого можуть бути усунуті. Безпліддя називають первинним, якщо вагітності ніколи не було, і вторинним, якщо раніше жінка була вагітною.
Серед причин безпліддя головне місце займають запальні процеси в геніталіях і їхні наслідки (більше 75%). Найчастіше вони обумовлені нелікованими або неадекватно пролікованими специфічними процесами, які спричинюють збудники — бактерії, віруси, найпростіші тощо. Рідко це може бути умовно-патогенна флора — кишкова паличка, стрептококи або стафілококи. Ці патогени потяжчують клінічний перебіг і прогноз специфічних запальних процесів.

### Чоловіче безпліддя
Безпліддя у 30—40% випадків шлюбних пар виникає через чоловіків. У них безпліддя зумовлюють найчастіше запальні захворювання, зокрема гонореєю або туберкульозом статевих залоз.

### Жіноче безпліддя
Основною причиною жіночого безпліддя є запальні ураження статевих органів, які зумовлюють найчастіше гонорея, ряд гінекологічних захворювань, порушення загального обміну речовин та діяльності залоз внутрішньої секреції, нестача в організмі деяких вітамінів, численні аборти, особливо кримінальні. Також як причину безпліддя розглядають недостатню кількість мелатоніну в організмі, який захищає яйцеклітини від вільних радикалів та факторів стресу, що коригується 8-годинними нічними періодами повністю без світла.

## Лікування
Лікування безпліддя полягає в усуненні основної причини відповідними заходами — фізіотерапією, гормонотерапією, антибактерійною і протизапальною терапією. Позитивні наслідки часто дає продування маткових труб. Важливе значення має нормалізація обміну речовин і діяльності нервової системи.
При шийковому чинникові, коли сперматозоїди чоловіка знерухомлюються при попаданні до каналу шийки матки, застосовують штучні заходи — внутрішньо-маткову інсемінацію.
Загалом для лікування безпліддя (при непрохідності чи порушень прохідності маткових труб та при багатьох інших причинах жіночого безпліддя або при чоловічому безплідді) використовують допоміжні репродуктивні технології, зокрема ЗІВ — запліднення in-vitro (буквально, «у пробірці») екстракорпорального запліднення.
У випадках чоловічого безпліддя, коли істотно знижена запліднююча здатність сперми, як правило, застосовують метод ІКСІ (ICSI — Intra Cytoplasmic Sperm Injection — дослівно «введення сперматозоїда до цитоплазми яйцеклітини») або маніпуляційний метод ТЕСА (TESA — Testicular Sperm Aspiration, тобто добування сперміїв з тканини яєчка).